# 乌伊拉兹
乌伊拉兹，是匈牙利豪伊杜-比豪尔州所辖的一个村。总面积15.47平方公里，总人口530，人口密度34.3人/平方公里（2011年1月1日）。